# 朱子墌
遂平榮靖王朱子墌（1422年—1469年1月7日），明朝周藩第二代遂平王，遂平悼恭王朱有熲的庶長子。

## 生平
正統二年（1437年）八月，獲賜名子墌。正統四年（1439年）三月，襲封遂平王。正統五年（1440年）三月，獲給歲祿一千石，米鈔兼支。
成化四年十二月庚戌（1469年1月7日），朱子墌去世，享年四十七歲，諡號榮靖。三年後，嫡長子遂平長子朱同鐎襲爵。

## 家庭

### 妻
- 萬氏，開封府故知府萬信女，正統四年（1439年）冊為遂平王妃[2]，景泰四年（1453年）薨[6]，生朱同鐎

### 妾
- 米氏，冊為遂平王夫人，生朱同鋟[7]

### 子
- 嫡長子：遂平長子→遂平恭安王朱同鐎[5]
- 第三子：鎮國將軍朱同鋟[8]